# Badia de Galveston
La badia de Galveston (en anglès: 'Galveston Bay'), és una badia en un estuari situada en el tram costaner superior de l'estat de Texas, Estats Units, entre el continent i el cordó de dunes format principalment per l'illa de Galveston i la península Bolívar. Està connectada amb el Golf de Mèxic i està envoltada de zones pantanoses sub-tropicals i amb praderies en el continent. L'aigua de la badia és una mescla d'aigua de mar i d'aigua dolça amb molta vida aquàtica. La badia ocupa uns 1.600 km² i té uns 50 km de longitud i uns 27 km d'amplada. La fondària mitjana és de 3 metres. La drenen els rius San Jacint i Trinitat.
La fusió gradual de les capes de gel quan va acabar la darrera glaciació, va omplir les valls amb aigua i va crear el sistema actual d'aquesta badia fa uns 4.500 anys.
S'hi troben les illes de Pelican, Chiva, Goat, Mud i Tiki 
Actualment la badia es troba dins l'àrea metropolitana de Houston-Sugar Land-Baytown, i conté el port de Houston.

## Història

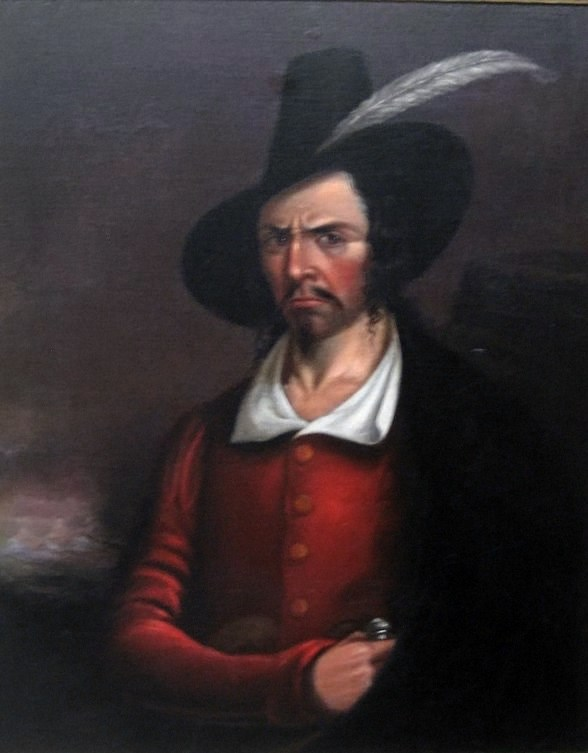
Retrat anònim de Jean Lafitte,, Rosenberg Library, Galveston, Texas

Malgrat que diverses expedicions espanyoles ja havien cartografiat la costa del Golf de Mèxic, va ser l'explorador José Antonio de Evia qui l'any 1785 va donar a la badia i a l'illa el nom de Galvezton en honor del virrei espanyol Bernardo de Gálvez y Madrid. Louis Aury hi establí una base naval en el port l'anyn 1816 per dunar suport a la Revolució Mexicana per la independència. Aviat aquesta base la va apropiar el pirata Jean Lafitte que la va transformar en un regne pirata fins que va ser vençut per la United States Navy.
)